# Szinyei Merse Pál Társaság

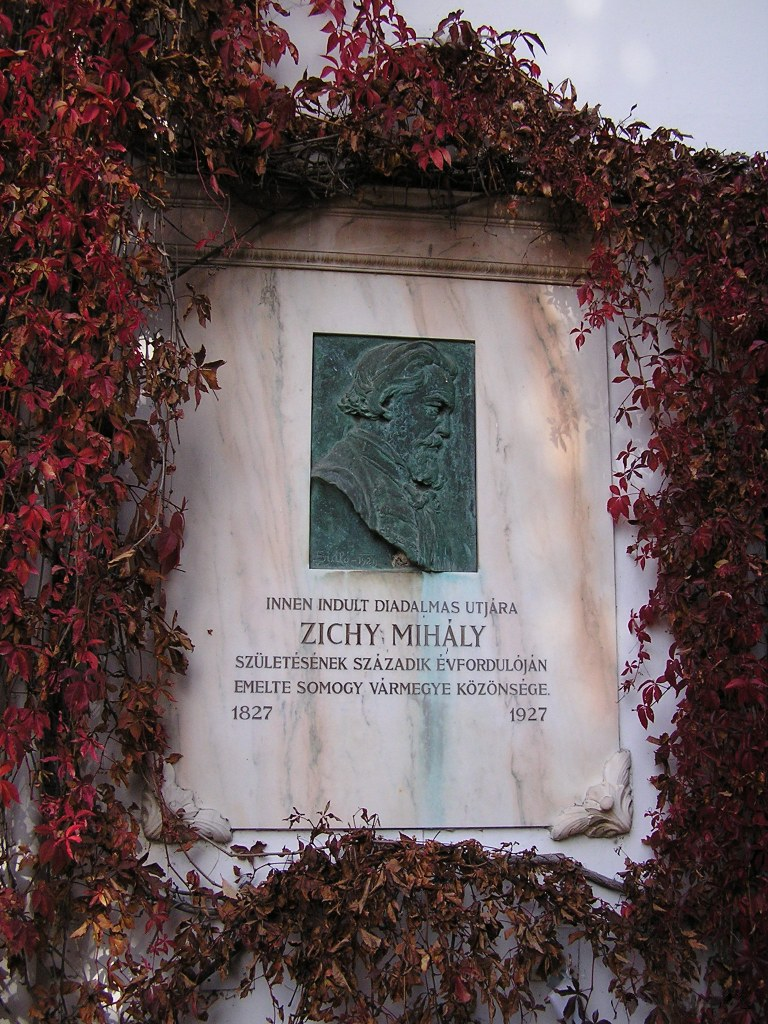
Sidló Ferenc: Zichy Mihály emléktábla

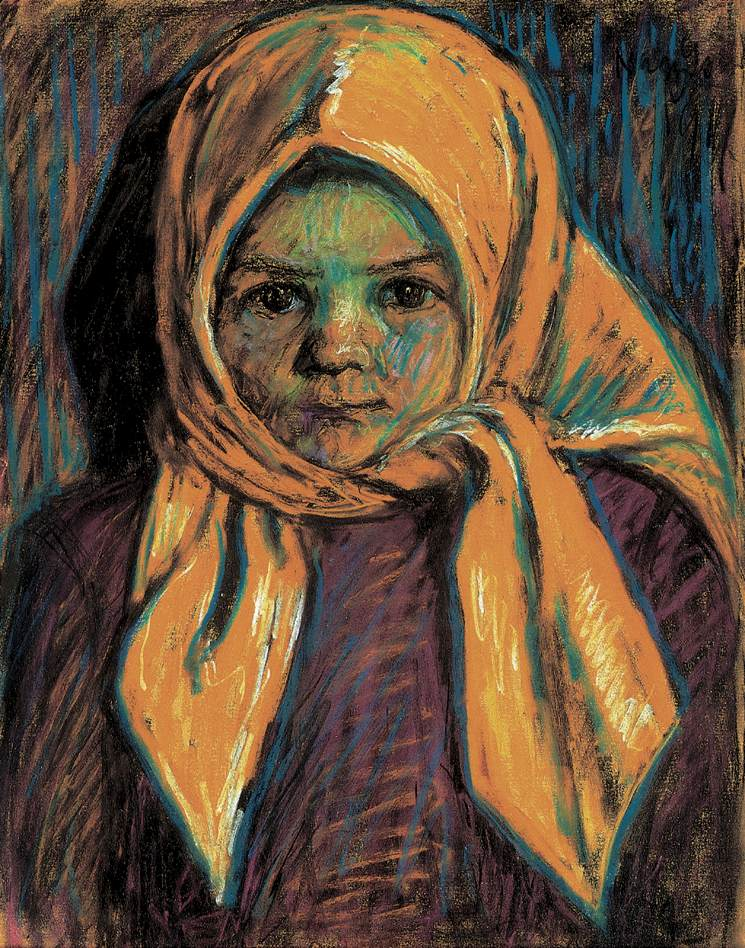
Nagy István: Sárgakendős kislány

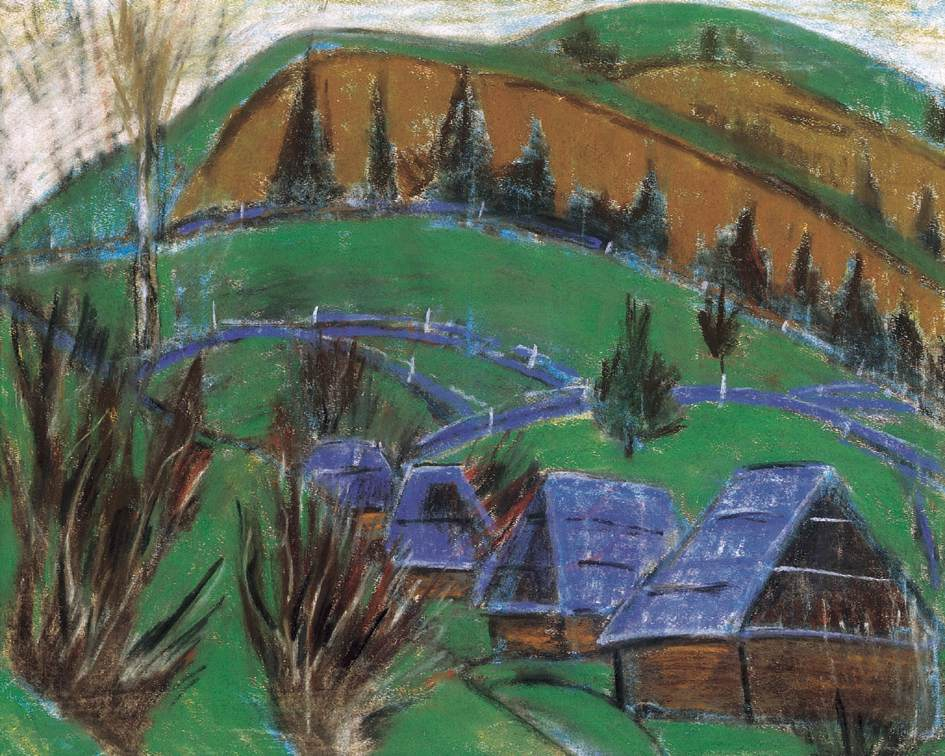
Nagy István: Erdélyi táj

A Szinyei Merse Pál Társaságot 1920. március 12-én alapították a mester tisztelői és barátai, emlékének megőrzése és fiatal művésztehetségek pártolása céljából. 1949-ig működött, újjászervezték 1992-ben. Székhely: Budapest.

## A társaságról
Tagjai rendesek, tiszteletbeliek és meghívottak voltak. A képzőművész tagok munkáiból kiállításokat, az író tagok közreműködésével felolvasásokat rendeztek. Fejlődő tehetségek számára ösztöndíjakat adományoztak. Kiváló mesterek kitüntetésére alapították a Szinyei-jutalmat, a Szinyei Társaság grafikai díját és a Nemes-alapítvány Szinyei tájképdíját.
A Társaság tagjai Szinyei Merse Pál és a Nagybányai művésztelep munkásságát kívánták folytatni. Induláskor Csók Istvánt választották elnökké, társelnökök lettek Lyka Károly és Petrovics Elek, 1930-ig főtitkár kisjeszeni Jeszenszky Sándor dr. (1886–1957), majd Sidló Ferenc, a titkár Pátzay Pál volt. E társaság a két világháború közti művészeti élet egyik legfontosabb irányítója volt. Kiadványokat adtak közre, elsőként 1922-ben kiadták a Szinyei Emlékkönyvet. 1925-től kezdeményezésükre jelent meg a Magyar Művészet c. havi képes folyóirat, indulástól számítva majdnem 10 éven át Majovszky Pál szerkesztette a folyóiratot.
A társaság működése 1949-ben szűnt meg politikai nyomásra. A rendszerváltás után 1992-ben szervezték újjá Csáji Attila és Kóka Ferenc vezetésével. 1997-ben a Szinyei Szalont is megnyitották Lossonczy Tamás festményeinek kiállításával.

## Tagjai 1920-1949 közt
- Aba-Novák Vilmos festő
- Balló Ede festő
- Beck Ö(tvös) Fülöp szobrász
- Benkhard Ágost festő és tanár
- Bernáth Aurél festő
- Boldizsár István festő, grafikus
- Borbereki-Kovács Zoltán
- Csáktornyai Zoltán festő
- Csók István festő
- Egry József festő
- Fényes Adolf festő
- Falus Elek grafikus, iparművész
- Glatz Oszkár festő és tanár
- Iványi-Grünwald Béla festő
- Kisfaludi Strobl Zsigmond szobrász
- Koszta József alföldi festő
- Lyka Károly művészettörténész és festő
- Magyar Mannheimer Gusztáv festő és illusztrátor
- Majovszky Pál műgyűjtő és szerkesztő
- Medgyessy Ferenc szobrász
- Nagy István alföldi festő
- Pátzay Pál szobrász
- Petrovics Elek művészettörténész
- Réti István festő és tanár
- Rudnay Gyula alföldi festő
- Sidló Ferenc szobrász
- Strobentz Frigyes festő
- Szőnyi István festő
- Zádor István grafikus, festő alapító tag

## Tagjai 1992 óta
- Jovián György

## Kapcsolódó információk
- Szinyei Merse Pál Társaság 1949-ig